# Локня (Конотопський район)
Ло́кня — село в Україні, у Кролевецькій міській громаді Конотопського району Сумської області. До 2020 орган місцевого самоврядування — Локнянська сільська рада.
Населення становить 569 осіб.

## Географія
Село Локня знаходиться недалеко від витоків річок Бистра і Локня. На відстані до 3-х км розташовані села Ярове і Заруддя. Навколо села невеликі лісові масиви. Поруч проходить автомобільна дорога Т 1907. До районного центру м. Кролевець 22 км.

## Назва
Назва походить від того, що місцеві люди були ткачі. Полотно вони міряли на лікоть, тому місце їх проживання назвали Локня. За другою версією, більш правдоподібною, назва пішла від того, що поселення було у згибі (лікті) річки.. У давнину слово локня означало «луг понад річкою». З литовської мови Локня перекладається як Ведмежа.

## Символіка
На гербі відображено різні теорії про походження назви села. А саме - зображено ведмедицю (Локня з литовської ведмежа), луг понад річкою, закрут річки у формі ліктя. Білі квіти на червоному тлі означають красу села і є відсилкою до традицій Кролевецького переборного ткацтва. Козацький хрест означає, що село було козацьке.

## Історія
Село засновано близько 500 років тому. Північно-східну частину заснував якийсь Спаський, а південно-західну — Мельник. Це люди, які тікали від польської шляхти і гноблення української шляхти. Село було спочатку заселене на трьох горбах, а яри були заболочені і зарослі лісом.
Уперше Локня згадується в документах 1653—1654 рр. в часи, коли Богдан Хмельницький вів визвольну війну проти польських панів, яким належали ці землі. За кріпосництва, панами в цих місцях були Багрійчуки та Юрковські. Пізніше землі потрапили до князя Прозорова та поміщика Шечика. Все село тоді поділялось на дві общини. Одну з них становили вільні люди — козаки, другу — селяни-кріпаки.
Напередодні скасування кріпацтва, 1859 року у казенному й козацькому селі Морозівка Кролевецького повіту Чернігівської губернії мешкало 819 осіб (437 чоловічої статі та 482 — жіночої), налічувалось 171 дворове господарство, існувала православна церква.
Станом на 1886 у колишньому державному й власницькому селі Мутинської волості, мешкало 1161 особа, налічувалось 113 дворових господарств, існували православна церква, школа, постоялий будинок, базари.
За даними на 1893 рік у поселенні мешкало 1730 осіб (831 чоловічої статі та 899 — жіночої), налічувалось 244 дворових господарств.
За переписом 1897 року кількість мешканців зменшилась до 1553 осіб (738 чоловічої статі та 815 — жіночої), з яких 1543 — православної віри.
У 1918—1920 роках у селі кілька разів змінювалась влада.
У 1930-х роках почалася примусова колективізація.
На територію села 2 вересня 1941 р. ступили німецькі окупанти. Партизани із з'єднання Ковпака 23 травня 1942 р. знищили каральний загін німців та поліцаїв в урочищі Нова Локня. 2 вересня 1943 р. село звільнила Радянська армія.
12 червня 2020 року, відповідно до розпорядження Кабінету Міністрів України № 723-р «Про визначення адміністративних центрів та затвердження територій територіальних громад Сумської області», село увійшло до складу Кролевецької міської громади.
19 липня 2020 року, в результаті адміністративно-територіальної реформи та ліквідації Кролевецького району, увійшло до складу новоутвореного Конотопського району.

## Сьогодення
На сьогодні в селі працює СТОВ «Полісся». Крім того, у селі функціонує будинок культури, загальноосвітня школа I—II ступенів, дитячий садок, фельдшерсько-акушерський пункт, вузол зв'язку, бібліотека, приватні магазини.

## Відомі люди
У Локні народилися:
- українська письменниця Оксана Думанська;
- Герой Радянського Союзу Алексєєв Андрій Корнійович (1920—1943)
- Бузовський Володимир Олександрович (1992—2018) — старший сержант Збройних сил України, учасник російсько-української війни[10].